# 이규성 (축구 선수)
이규성(李奎成, 1994년 5월 10일 ~ )는 대한민국의 축구 선수로, 포지션은 공격형 미드필더, 중앙 미드필더, 수비형 미드필더이며 현재 K리그1의 울산 HD에서 K리그2의 수원 삼성 블루윙즈로 임대되어 뛰고있다.

## 클럽 경력
홍익대학교를 거쳐 2015년 신인자유선발로 부산에 입단하였다. 6월 27일 제주 유나이티드와의 리그 경기에서 프로 데뷔골을 기록하였다.
그 후, 2018 시즌에는 군 문제를 해결하기 위해 상주 상무에 입대하였고, 2020 시즌 전에 군 복무를 마치고 부산으로 복귀하였다.
2021 시즌을 앞두고, 박정인과 1대1 트레이드 방식으로 울산 현대로 이적했지만, 1월 10일에 5각 트레이드 형식으로 성남 FC로 임대 이적하였다.
시즌 종료 후, 울산으로 임대 복귀하였다.
2025 시즌 중 수원으로 임대 이적하였다.

## 그 외
2023년 6월 11일에 이명재, 박용우와 구단 직원인 매니저 A씨가 태국 국적의 부리람 유나이티드 소속 축구 선수 사살락을 대상으로 인스타그램에 인종 차별적인 댓글을 게시하며 사회적, 국제적으로 논란이 일어났고, 결국 22일에 상벌위원회로부터 1경기 출전 정지와 제재금 1500만 원의 징계를 받았다.